# ینگجه (عباس غربی)
ینگجه یکی از روستاهای استان آذربایجان شرقی است که در دهستان عباس غربی بخش تیکمه‌داش شهرستان بستان‌آباد واقع شده‌است.این روستا 347 نفر جمعیت دارد.